# Episodi di violenza legati alla polizia brasiliana
Legati alle forze dell'ordine brasiliane rimangono alcuni episodi di violenza qui riportati

## Carcere di Carandiru, 12 ottobre 1992
Il carcere di Carandiru a San Paolo, aperto nel 1956, era composto da sette padiglioni che potevano ospitare un massimo di 3.250 detenuti (ma fu spesso sovraffollato).
L'insurrezione più famosa, riportata dalla stampa mondiale, avvenne il 12 ottobre 1992. Dopo lo scoppio di una rivolta causata da futili motivi le guardie carcerarie abbandonarono le posizioni e il padiglione cadde in mano ai detenuti.
Quando la Polícia Militar arrivò 325 agenti fecero irruzione nei padiglioni, senza targhetta di identificazione e senza la presenza di autorità civili. I militari aprirono il fuoco sui detenuti e ne uccisero 111; 130 i feriti gravi.
«Ho dovuto nascondermi sotto i corpi dei compagni morti per sopravvivere» - racconta l'ex detenuto José André de Araújo, che all'epoca aveva 21 anni - «I poliziotti entravano chiedendo se c'era qualcuno vivo. Se c'era veniva ammazzato al volo».
Non tutti i detenuti erano definitivi e molti avevano meno di venticinque anni.
Il colonnello Ubiratan Guimarães, responsabile dell'operazione, oggi deceduto, fu condannato in primo grado a 632 anni di carcere ma, in attesa della sentenza definitiva, fu eletto deputato per lo Stato di San Paolo.
In Brasile sono usciti un libro e un film sull'eccidio: il libro, Estação Carandiru (ediz. Companhia das Letras) è stato scritto dal medico brasiliano Drauzio Varella, che dal 1989 fa il volontario al Carandiru.

## Notte della Candelária
Nella notte del 23 luglio 1993, sul portale della Chiesa di Candelária a Rio de Janeiro alcuni bambini e adolescenti di strada furono uccisi da un gruppo di uomini armati. Qualche ora dopo, nei quartieri di Acari e Nova Jerusalem altri bambini subirono la stessa sorte. A fine agosto un'altra strage, nella favela di Vigario Geral, sempre a Rio de Janeiro: numerose persone furono uccise nel sonno da uno squadrone della morte della Polícia Militar.

## 31 marzo 2005
Il 31 marzo 2005 29 persone sono state uccise nel distretto di Baixada Fluminense di Rio de Janeiro. Le uccisioni sono state attribuite a "squadre della morte" formate da agenti della Polícia Militar che percorrevano in auto le strade delle città di Queimados e Nova Iguaçu sparando a caso sui passanti.
Dieci agenti della Polícia Militar e un ex agente sono stati arrestati e accusati di omicidio. Le indagini congiunte della Polícia Civil e della Polícia Federal hanno collegato almeno altri 15 precedenti omicidi ai sospettati, ritenuti anche coinvolti in rapimenti ed estorsioni di denaro ad autisti di camion.

## 22 giugno 2005
Secondo le testimonianze degli abitanti della zona, il 22 giugno 2005 cinque giovani di età compresa fra 14 e 22 anni sono stati uccisi da membri della Polícia Civil nella comunità di Morro do Samba a Diadema. Durante un raid nella zona, 35 agenti di polizia circondarono i cinque in una casa, e li colpirono coi fucili mitragliatori dalla porta e attraverso il tetto. Le indagini sulle uccisioni sono state chiuse dall'unità investigativa interna secondo la quale le vittime sarebbero state narcotrafficanti.

## Squadre della morte nel nord-est
Nel novembre 2005 la commissione d'inchiesta della Camera bassa del Congresso brasiliano ha pubblicato il suo rapporto conclusivo sulle attività di "squadre della morte" nel nord-est descrivendo casi relativi a nove Stati.
Secondo uno dei parlamentari responsabili del rapporto in tutti i casi erano coinvolti agenti di polizia in servizio o in congedo. Il rapporto ha rilevato collegamenti fra funzionari statali, interessi economici e crimine organizzato del nord-est.